# Jeong Gyeong-Mi
Jeong Gyeong-Mi –en hangul, 정경미– (Gunsan, 26 de juliol de 1985) és una esportista sud-coreana que va competir en judo.
Va participar en dos Jocs Olímpics d'Estiu en els anys 2008 i 2012, obtenint una medalla de bronze en l'edició de Pequín 2008 en la categoria de –78 kg. Als Jocs Asiàtics va aconseguir dues medalles d'or en els anys 2010 i 2014.
Va guanyar una medalla al Campionat Mundial de Judo de 2007, i sis medalles al Campionat Asiàtic de Judo entre els anys 2005 i 2013.

## Palmarès internacional
| Jocs Olímpics     | Jocs Olímpics                   | Jocs Olímpics | Jocs Olímpics |
| Any               | Lloc                            | Medalla       | Categoria     |
| ----------------- | ------------------------------- | ------------- | ------------- |
| 2008              | Pequín ( R.P. de la Xina)       | 3             | –78 kg        |
| Campionat Mundial |                                 |               |               |
| Any               | Lloc                            | Medalla       | Categoria     |
| 2007              | Rio de Janeiro ( Brasil)        | 3             | –78 kg        |
| Jocs Asiàtics     |                                 |               |               |
| Any               | Lloc                            | Medalla       | Categoria     |
| 2010              | Canton ( R.P. de la Xina)       | 1             | –78 kg        |
| 2014              | Incheon ( Corea del Sud)        | 1             | –78 kg        |
| Campionat Asiàtic |                                 |               |               |
| Any               | Lloc                            | Medalla       | Categoria     |
| 2005              | Taskent ( Uzbekistan)           | 3             | –78 kg        |
| 2008              | Jeju ( Corea del Sud)           | 2             | –78 kg        |
| 2009              | Taipei ( Xina Taipei)           | 1             | –78 kg        |
| 2011              | Abu Dabi ( Emirats Àrabs Units) | 2             | –78 kg        |
| 2012              | Taskent ( Uzbekistan)           | 3             | –78 kg        |
| 2013              | Bangkok ( Tailàndia)            | 1             | –78 kg        |